# Alfred Emil Berger
Alfred Emil Berger (geb. 18. April 1889 in Seegel bei Pegau; gest. 5. Juli 1972) war ein deutscher Bildhauer und Unternehmer.

## Leben
Alfred Berger wurde als drittes Kind von Theodor und Emilie Berger geboren. Die Familie zog 1894 nach Leipzig, wo Berger ab 1895 die 2. Bezirksschule besuchte. 1899 zog die Familie zurück nach Seegel. 1905 begann Alfred Berger in Zeitz eine Lehre als Holzbildhauer und legte 1908 die Gesellenprüfung vor der Handwerkskammer Halle (Saale) ab. Anschließend arbeitete er als Modelleur von 1908 bis 1911 bei den Bildhauern Wilhelm und Bruno Wollstädter und begann parallel ein Studium im Modellieren an der Königlichen Akademie für graphische Künste und Buchgewerbe in Leipzig. 1911 meldete Alfred Berger ein eigenes Bildhauergewerbe an. Unter anderem war er am Bau des Völkerschlachtdenkmals beteiligt. 1914 wurde Berger zum Wehrdienst einberufen. Er kam Ende 1914 an die Westfront, wo er verwundet und daraufhin in der Nähe von Leipzig kaserniert wurde, so dass er die Königliche Akademie weiter besuchen konnte.

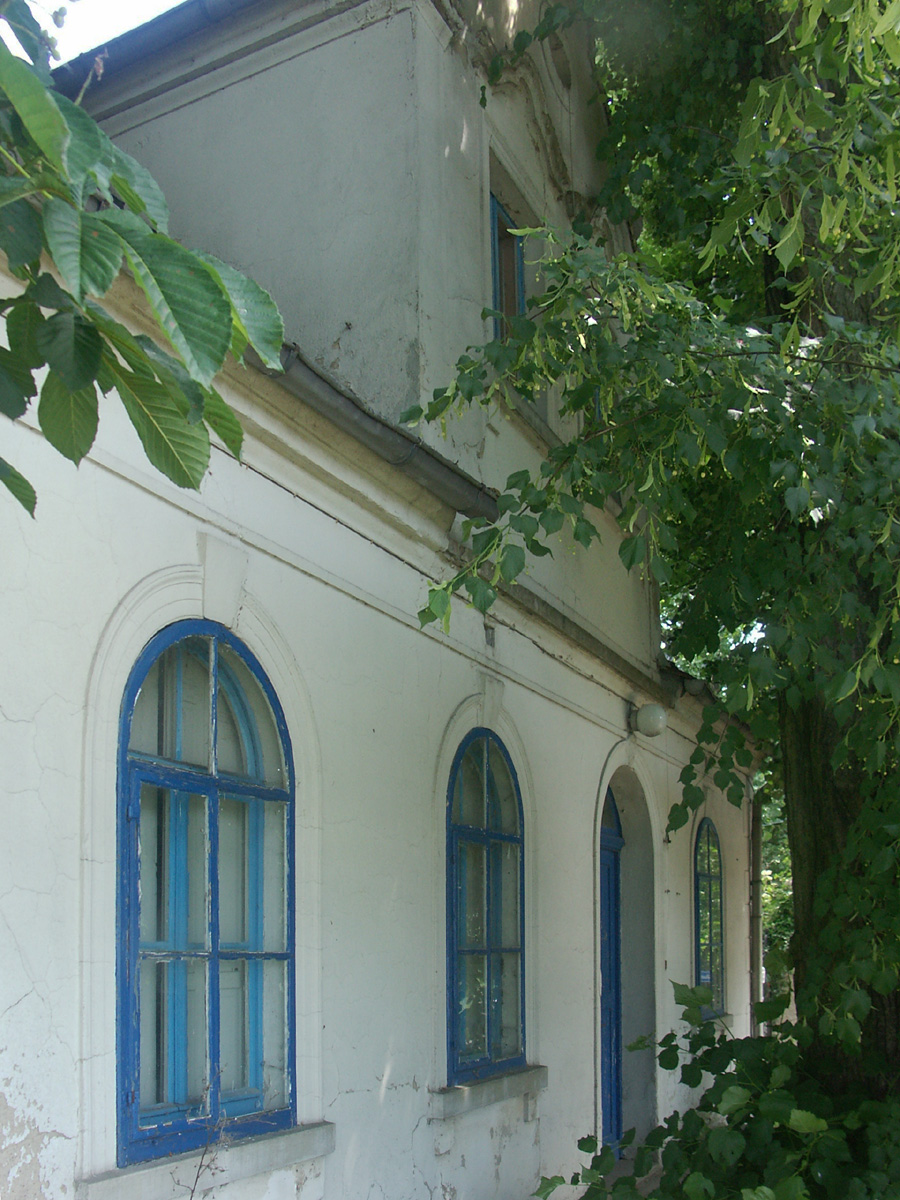
Wasserschenke in Seegel

Nach Kriegsende heiratete er Elise Handschug, das Paar hatte zwei Kinder. Berger blieb zunächst in Leipzig und war neben seiner Tätigkeit als Bildhauer und auch als Vertreter für einige Ziegeleien tätig. 1922 übernahm er von seinem verstorbenen Vater die Mineralwasserproduktion in der Wasserschenke in Seegel und war im Nebenerwerb in der Landwirtschaft tätig.
Bergers Arbeiten sind an zahlreichen Leipziger Gebäuden erhalten. Unter anderen erstellte er die Fassadenverziehungen beim Neubau der Veterinärmedizinischen Fakultät der Universität Leipzig zwischen 1918 und 1923, von denen einige die Bombenangriffe 1943/44 überstanden. Zudem fertigte er zahlreiche Modelle für andere Künstler und für Handwerker an.